# 1980年モスクワオリンピックのデンマーク選手団
1980年モスクワオリンピックのデンマーク選手団（1980ねんモスクワオリンピックのデンマークせんしゅだん）は、1980年7月19日から8月3日にかけてソビエト連邦の首都モスクワで開催された1980年モスクワオリンピックのデンマーク選手団、およびその競技結果。今大会のデンマーク選手団は、ソビエト連邦によるアフガニスタン侵攻への抗議として五輪旗を使用した。

## 概要
今大会は金メダル2個、銀メダル1個、銅メダル2個の合計2個のメダルを獲得した。

## メダル
| メダル | 選手名                           | 競技   | 種目                      |
| ------ | -------------------------------- | ------ | ------------------------- |
| 銅     | スザンヌ・ニールソン             | 競泳   | 女子100m平泳ぎ            |
| 銅     | ハンス＝ヘンリック・エーステッド | 自転車 | 男子100m4000m個人追い抜き |